# 萧复
萧复（732年—788年6月23日），字履初，中国唐朝官员，唐德宗年间宰相。

## 家世背景
萧复生于唐玄宗开元二十年（732年），出身于显赫的前南朝梁皇室，祖父萧嵩为唐玄宗宰相。萧复的父亲是萧衡，母亲是玄宗女新昌公主，故萧复是玄宗的外孙。萧复年轻时就有清白的节操，因萧氏家族很受尊崇，萧复的兄弟和堂兄弟们竞相使用最好的衣服、马、装饰，只有萧复穿旧衣服。他经常独自在房内学习，交的朋友都是词人和儒士。他的伯父萧华是唐肃宗宰相，看重他，常说：“这孩子必将光大家门。”萧复因是公主子，早早被任为宫门郎，后任太子仆。

## 唐代宗年间
广德年间，连年歉收，谷价上涨，萧复家贫，将要卖掉在昭应县的祖产房屋。宰相王缙闻其有林泉之美，想要，就派弟弟王纮相诱：“足下之才当然应该居右职（要职），如以房产奉家兄丞相，就能处要职了。”萧复不肯，说自己卖地是为了救济族内的寡妇和幼儿，不是为了换取好官职，自己得到高职务而族人饥寒是鄙夫也不为的。王缙怀恨，罢其官，萧复从此数年不得用，但处之自若。后累至尚书郎，约大历六年（771年）任歙州刺史，十年（775年）任池州刺史并在刺史大厅西北建楼，在楼上藏《九经》书；在两州刺史任上治政井井有条；十二年（777年）又任常州刺史。大历年间，有司察访天下刺史政绩，以萧复与润州刺史萧定、豪州刺史张镒为第一，但萧定劝课桑稼、平均赋税、聚集游民胜过萧复、张镒。任内，辟武康尉王纯为从事。
刘长卿有《送方外上人之常州依萧使君》；戴叔伦有《郊园即事寄萧常州复》。

## 唐德宗年间

### 拜相前
唐德宗大历十四年（779年）闰五月，萧复被任为湖南观察使兼其军部潭州刺史。李元平曾为其判官。萧复也曾因他人推荐而留赵璟为判官。
萧复的胞姐嫁给监察御史李錪，有三女，无子，守寡后回到本家。萧复三次出任州刺史，其姐都随之。
建中元年（780年）正月，萧复辞让宪官（御史台或都察院所属的官员），获准。同年，改任同州刺史，其姐亦随之赴任，但九月因病卒于途中。任内本州百姓遭遇饥荒，萧复擅自用同州境内的京畿观察使储粮赈灾，被弹劾、削阶，停刺史职。朋友们来安慰他，萧复怡然说：“我让别人受益，稍被惩罚不应该吗？”三年（782年）卸任同州刺史，七月被任为兵部侍郎。
建中四年（783年）十月，时值淮西节度使李希烈叛，德宗任皇子普王李谊为荆襄等道行营都元帅，统领讨伐李希烈的各路军队，以萧复为户部尚书、兼御史大夫、元帅府行军长史。因“行”与萧复父讳“衡”同音，特诏改行军长史为统军长史。
但李谊还未离京，在长安等候东征李希烈及其他军阀的泾原兵在未能得到应有赏赐后兵变。德宗逃到奉天。萧复与百官随驾。泾原兵拥戴太尉朱泚为首，朱泚起初称要迎驾回京，但很快计划称帝。德宗认为奉天太狭小，想驾幸当时已是前宰相的张镒治下但原由朱泚控制的凤翔。萧复得知，赶紧请见德宗，说：“陛下大误，凤翔将卒都是朱泚以前的部曲，其中必有与之勾结的。臣尚且担忧张镒不能长久在任，岂能以圣驾踏上不测之渊！”德宗说他已经决定了，但会为了萧复的意见而多停留一天。次日传来消息，朱泚旧部李楚琳兵变杀张镒，夺取凤翔。萧复以朝议大夫、守户部尚书兼御史大夫充荆襄江西等道都元帅统军长史、丰县开国公、赐紫金鱼袋的身份被任为守吏部尚书，散官封赐如故，与刑部侍郎刘从一、谏议大夫姜公辅并加同平章事为实质宰相。
因兵乱，萧复的姐姐也不能归葬，后来才由萧复的次子奉其丧在某乡原暂时安葬。

### 拜相
朱泚称帝，国号秦，很快围攻奉天，朔方节度使李怀光救了奉天之围。萧复请求改革，建议不给宦官兵权，召回监军宦官。德宗很不悦。萧复又说：“陛下践祚之初，圣德光被，自从用了杨炎、卢杞败坏朝政，以致今日。陛下如能改变想法，臣敢不竭力？如果希望臣为了苟安而依附阿谀，臣实不能，不敢当宰相。”又曾与卢杞一同奏事，卢杞奉承依顺德宗，萧复正色说：“卢杞言不正！”德宗愕然，退下就对左右说：“萧复轻视朕！”德宗此举被认为猜忌刻薄、刚愎自用、耻于为正论所屈，故怀疑萧复、不能容之。兴元元年（784年）正月，德宗以刚被任为门下侍郎的萧复充山南东、西、荆湖、淮南、江西、鄂岳、浙江东、西、福建、岭南等道宣慰、安抚使，其实是疏远他。刘从一及朝士们奏请留萧复在朝，德宗对考功郎中陆贽说自己当初想派重臣宣慰江淮，宰相和朝士都认为应该这样，现在又反复了，真是令他连日怅恨；他怀疑是萧复不肯出发而指使官员们上奏。陆贽上奏为萧复辩解，提到萧复任常州刺史时他也曾在常州两年，说萧复有节操不会做这样的轻诈之举，如果萧复想留下，刘从一不会附会；如果萧复有所请求，刘从一不会隐瞒；若刘从一心怀奸邪，则萧复不应当被怀疑。德宗也不再追究。萧复以户部员外郎齐抗为判官。曾派奏事官李充劝德宗幸江陵，但德宗下圣旨表示不懂其意，又怀疑李充非纯良，让中使马钦绪把萧复表文和圣旨给陆贽看，说自己曾问刘从一，刘从一也很惊怪不明事由。陆贽上表为萧复辩解，指萧复的请求虽然不妥，却是人臣之常情、古今之通理，李充也是宗室里的人材。德宗看后仍表示责怪萧复不明事体，担心他再出错，正好福建观察使孟皞年老，想除授萧复代之，让马钦绪带着圣旨问陆贽的看法，陆贽认为不妥。
同年，鄜坊、京畿、渭北、商华副元帅李晟灭朱泚政权，使德宗得以回长安。萧复也结束任务回京。曾推荐太子校书郎梁肃之材，使其被授右拾遗、修史，但梁肃因母老病没有赴任。十一月，萧复在与刘从一和其他宰相李勉、卢翰一同面圣退朝后单独留下对德宗指出，虽然功臣已经富贵，但并没有明确惩善扬恶，建议由曾抵抗李楚琳的凤翔军官陇右营田判官韦皋替换德宗逃离长安期间曾归顺李希烈的淮南节度使陈少游，以让天下知晓逆顺之理。德宗同意了，但随即就派马钦绪告知刘从一，要他与萧复商议“早朝所奏之事”而不让李勉、卢翰知道。刘从一秘密去找萧复，言明来意，并问其早朝所奏何事。萧复认为这不妥，说：“唐尧、虞舜对官员进行黜陟，官员和百姓都同意。如果李、卢不堪为相，则罢免之。他们已在相位，朝廷政事如何能不与之同议而唯独隐瞒这一件事！这最是当今行政的大弊端，早朝时主上已有这话，我萧复已当面说了不可，没想到圣意还是如此。我萧复不是不想与公一起上奏以行此事，但怕这成为后事的先例，才不敢告诉公我奏议的内容。”也就没告诉刘从一自己所奏何事。刘从一上奏，德宗不悦，萧复知道自己失宠，由中书舍人齐映四度代自己上表称病辞职，被罢相，为皇太子李诵左庶子。萧复有名节，不迎合流俗，拜相后严肃方正，数次违逆圣意，故很快被罢相。

### 拜相后
当时的太子妃萧氏是萧复弟弟（或误作从弟）萧升与其遗孀肃宗女、皇姑郜国公主的女儿。贞元三年（787年）八月，郜国公主被发现行为不谨与多人淫乱，又被弹劾用厌胜（诅咒）之术。此事几乎导致太子李诵被废，他被迫与萧妃离婚。此事也波及了萧氏家族。德宗仍记恨萧复，以为检校左庶子，于饶州安置。萧复性格孝友，此次因族人连累被贬，仍然处之泰然，不抱怨。四年（788年），卒于饶州。其孙萧寘，唐懿宗年间为宰相。
萧复生前曾封徐国公。

## 子孙
- 萧俭
  - 萧骞，字鹏举
- 萧湛，常州义兴主簿[32]，妻子崔氏，试大理评事摄监察御史崔泌之女[32]
  - 萧實，宣州南陵县主簿[32]
  - 萧寘
  - 萧宥
    - 萧迈，字昌圣[33]

## 评价
- 唐文宗曾对门下侍郎杨嗣复说：“昔日萧复秉政，难言者必言，卿其志之！”[34]
- 唐宣宗大中初年，诏求萧复等画像，续图凌烟阁。[35]
- 《旧唐书》
  - 史臣曰：张镒、萧复、柳浑，节行才能訏谟亮直，皆足相明主，平泰阶，而卢杞忌之于前，（张）延赏排之于后，管仲有言：“任君子，使小人间之，害霸也。”德宗黜贤相，位奸臣，致朱泚、（李）怀光之乱，是失其人也，岂尤其时哉！
  - 赞曰：得人则兴，失人则亡。镒、复、浑去，宗社其殃。[3]
- 《新唐书》赞曰：梁萧氏兴江左，实有功在民，厥终无大恶，以浸微而亡，故余祉及其后裔。自瑀逮遘，凡八叶宰相，名德相望，与唐盛衰。世家之盛，古未有也。[4]
- 宋高宗年间议选守边者，右正言吴表臣举萧复建议以韦皋代陈少游以明善恶、逆顺而不顾虑韦皋名贱官卑的例子，建议越次录用忠义不屈者，使得陈敏等十数人得以录用。[36]